# Ex Palazzo della Provincia (Crema)
L'ex palazzo della Provincia, già Vimercati e, forse, Colleoni, è una dimora storica di Crema.

## Storia
Fino a tutto il XX secolo si è sempre dato per scontato che precedenti costruzioni fossero state demolite e il palazzo ricostruito nel Settecento; tuttavia, durante i restauri avvenuti alla fine degli anni novanta furono riscoperti due soffitti (uno al piano terra ed uno al primo piano) decorati con formelle lignee; si tratta di un ornamento particolarmente diffuso in Lombardia e nel Canton Ticino tra la fine del Trecento ed i primi anni del Cinquecento, di piccolo formato, rettangolari, piatte oppure ricurve e inserite in posizione inclinata tra i travetti.
Questo ritrovamento ha retrodatato le origini del palazzo indicativamente al Quattrocento; ai fini di una ricostruzione storica sono interessanti le formelle che rappresentano stemmi di famiglie nobili quali i Capitani, i Berlendis, i Castelli, i Benvenuti, i Verdelli ed altre. Ma le insegne che più di altre pongono questioni sono due: la prima è la presenza di ben dodici tavolette con l'insegna della famiglia Colleoni, spesso collocate in posizione centrale e in una di queste vi appaiono le lettere B e C che riconducono inequivocabilmente al condottiero Bartolomeo Colleoni; è affiancata da una tavoletta con lo stemma Benzoni con la sigla JA e B, da intendersi Giovanni Antonio Benzoni, alleato cremasco del condottiero.
Mancano i documenti per stabilire quale effettivo legame vi sia stato tra i Colleoni e la dimora cremasca; forse era effettivamente una proprietà Colleoni, ma potrebbe essere appartenuta ad una famiglia cremasca, forse gli stessi Benzoni. Si è arrivati anche a circoscrivere un periodo temporale tra il 1466, quando è accertata l’intensificazione dei rapporti tra Bartolomeo Colleoni nel Cremasco, ed il 1475, l’anno della morte del bergamasco.
Le tavolette cremasche sono chiuse da una cornice doppia, dipinta, cui se ne aggiunge una interna di colore bianco con volute a motivo trilobato e colorato alternativamente di blu e di rosso; si tratta dello stesso motivo che si ritrova nei soffitti del Castello di Malpaga, un ulteriore indizio che ipotizzerebbe uno stretto legame con il Colleoni oltre della presenza nei due siti della stessa identica bottega artigiana.
Di fatto, i primi documenti noti risalgono al 1595 quando risultano due abitazioni contigue abitate dai Premoli e da una famiglia discendente da uno tra i tanti rami Vimercati. Una situazione che appariva immutata nel 1685 ed ancora nel 1736.
Dal 1753 erano proprietari unici i Vimercati, è in questo periodo che molto probabilmente l’edificio venne rinnovato (non ricostruito) conservando alcuni ambienti del XV secolo.
L’ultima Vimercati a detenere il palazzo fu Giulia che nel 1815 lo destinò in parte a casa in affitto.
Nel 1859 lo stabile fu destinato a sede della sottoprefettura, istituzione che rimase fino alla sua soppressione nel 1926. 
Nel mese di luglio 1878 questo fabbricato fu al centro di uno tra i primi esperimenti telefonici in Italia; furono installate due stazioni, la prima in un ufficio della sottoprefettura, la seconda presso la farmacia di Achile Dapino che sorgeva in Via Mazzini all'angolo con Via Dante Alighieri distante circa 350 metri; per il collegamento tra i due apparati furono installati fili di rame rivestiti di seta. L'esperimento ebbe successo e, secondo una cronaca dell'epoca, la voce poté essere udita distintamente anche se debole. Tuttavia, trascorsero quasi ventisei anni per l'installazione a Crema del primo centralino telefonico nel palazzo Degrada.
Con testamento olografo datato 16 gennaio 1902 Giulia Zucchelli vedova Corolli donava lo stabile all'Opera Pia Cronici, la quale lo rivendette nel 1907 all'Amministrazione provinciale per 65 mila lire. 
Nel 1926 divenne sede cittadina del Partito Nazionale Fascista che qui rimase fino al 1936 quando si trasferì nel palazzo Benzoni-Frecavalli; fino al 1943 vi fu insediato, quindi, il Comando della Milizia Volontaria per la Sicurezza Nazionale e da quell'anno al 1945 della Guardia Nazionale Repubblicana; nell’estate 1945 vi fu ospitato il comando cittadino del Comitato di Liberazione Nazionale al quale successe la sede cittadina della Democrazia Cristiana.
Dal 1999 fu sede di alcuni uffici distaccati della Provincia di Cremona che ne curò un lungo restauro tra il 1998 e il 2003 su progetto dell’architetto Alfredo Castiglioni.
Nell'anno 2011 il Consiglio provinciale includeva lo stabile nel piano delle alienazioni dei beni immobiliari della Provincia; inutilizzato dalla fine del 2015, nel 2022 fu venduto a privati.

## Personalità legate al palazzo
- Luigi Vimercati nella primissima Municipalità formata il 26 marzo 1797 figura nell’elenco nei “Municipalisti rappresentanti il popolo sovrano di Crema" con funzioni relative all’organizzazione militare[16].

## Caratteristiche

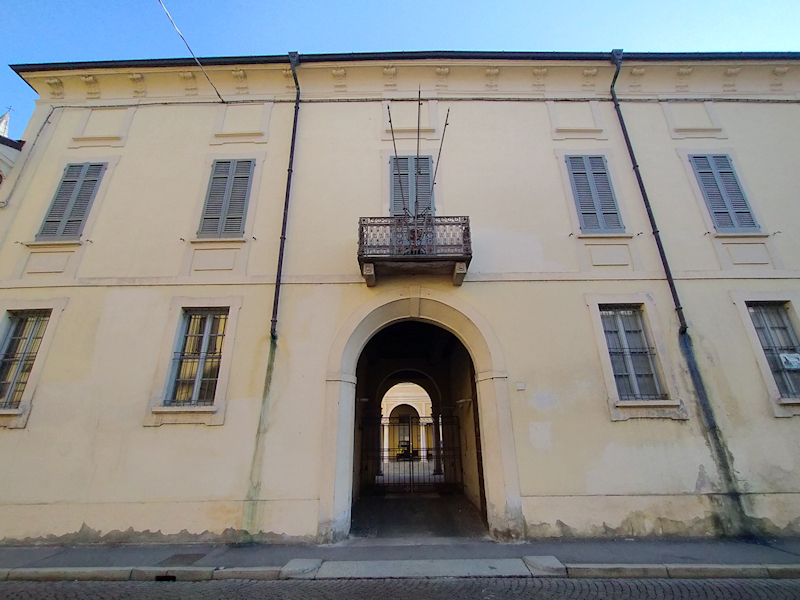
La facciata.

L’edificio si sviluppa su due livelli divisi da una cornice marcapiano. Semplici le cornici che circondano l finestre, quelle superiori si appoggiano sopra un motivo rettangolare. Le piccole finestre del sotto tetto sono cieche.
Il portale è decentrato per preservare il salone quattrocentesco del primo piano e sopra si colloca una piccolo balcone con ringhiera in ferro battuto.
Molto più elaborato è il cortile interno con fondo ciottolato, caratterizzato da due porticati paralleli con soffitti a travetti, a tre fornici divise da colonne binate di ordine dorico. Le finestre del piano nobile sono dotate di timpano triangolare e si alternano ad una cornice rettangolare cieca. Le aperture dell’ala laterale sinistra sono tamponate cosicché il semplice balcone che corre lungo il lato non è praticabile.
Un'eccezione riguarda le tre aperture superiori del portico orientale, quello di fronte all’ingresso, che sono alternate a nicchie vuote.
A destra dell'androne si trova l'ambiente al primo piano con il primo soffitto quattrocentesco ornato da 20 tavolette lignee con stemmi, ritratti e animali.
Lo scalone si trova a sinistra dell'androne e conduce al piano nobile incontrando un salone di gusto neoclassico con affreschi riproducenti Le quattro fatiche di Ercole sovrastate da altrettanti episodi che raccontano la vita di Alessandro Magno. Sopra le porte sono appesi quadri con ritratti monocromi raffiguranti Giulio Cesare, Torquato Tasso, Omero, Marco Tullio Cicerone, Alessandro Magno, Socrate e Virgilio.
Il salone adiacente, molto vasto (6,60 metri x 11,80 metri, alto 4,90 metri) è quello che ha conservato il soffitto antico quattrocentesco; oltre ai già citati stemmi di famiglie nobiliari le tavolette - ben 130 delle dimensioni di circa 21x40 centimetri -  raffigurano bestie e scene zoomorfe con animali veri o fantastici ispirati a favole antiche.
La parete di fondo presenta tre aperture con complesse forme barocche.